# Perizoma carnepicta
Perizoma carnepicta là một loài bướm đêm trong họ Geometridae.